# 이희진 (사기범)
이희진(1986년 4월 4일 ~ )은 대한민국의 사기 범죄자이다.

## 생애
2014년 한국경제TV에 증시 전문가로 처음 모습을 드러내면서 알려졌으며 당시 20대의 젊은 자수성가 인물로 소개되었다. 그 이전에는 탑기어라는 의류회사와 인터뷰를 가진 적이 있었으며 방송에서 진행을 통해 '아싸 이희진'으로 알려졌다. 이후 이러한 영향을 받아 채널A 프로그램 풍문으로 들었쇼에 출연하였던 적이 있다.

## 사기 행각
이희진은 이른바 '청담동 주식부자'로 불리며 경제 전문 TV와 예능 프로그램 등에 나와 주식 투자로 수천억 원을 벌인 사례를 소개해 유명해졌으며, 블로그와 인스타그램을 통해 청담동의 고급 빌라와 부가티 베이론, 람보르기니 아벤타도르 등의 슈퍼카를 공개하며 화제가 되었다. 그러나 이희진은 투자자들에게 거짓 정보를 유포해 부당이득을 챙긴 혐의로 2016년 8월 서울남부지검으로부터 회사 미라클인베스트먼트와 자택 등 총 10여곳을 압수수색 당했고, 불법 주식 투자업체를 운영하며 1000억원에 가까운 피해액을 발생시킨 금융사기 혐의로 2016년 9월 5일 긴급 체포되어 구속되었다. 현재 서울남부교도소에 수감 중, 부모가 살해되어, 임시로 석방되었다.

## 구속 이후
금융감독원과 검찰은 이희진이 '자본시장과 금융투자에 관한 법률', '유사수신행위의 규제에 관한 법률' 등을 위반해, 무인가 금융투자업 영위, 부당거래금지 행위, 유사수신 행위 등의 혐의를 적용하였다고 밝혔다. 검찰은 이희진이 소유한 부동산, 부가티·람보르기니·벤츠 등 외제차 3대, 예금 등 312억원의 재산에 대한 몰수 및 추징보전을 청구했다. 한편, 이희진이 옥중 자필편지에서 자신의 사기 행각에 대한 뉘우침이 전혀 없고 본인이 억울하다는 측면의 글을 적어 논란이 되었다.
이희진은 법정에서 무인가 투자매매업을 한 사실은 인정했으나, 방송에서 허위 주식정보를 말하는 등 사기적 부정거래를 한 혐의와 유사수신 혐의는 인정하지 않았다.

## 이희진 부모 피살 사건
경기 안양동안경찰서는 2019년 3월 16일에 이희진의 아버지가 평택의 한 창고에서, 이희진의 어머니는 안양 자택에서 숨진 채 발견됐다고 18일 밝혔다. 이들 시신에서는 모두 외상이 발견되었고, 경찰은 이들이 시신 발견 3주 전인 2월 25~26일 사이 안양 자택에서 살해된 것으로 보았다. 경찰은 시신 발견 다음 날 17일 오후 유력한 용의자 김다운을 검거하였고, 김씨가 살인 과정에서 인터넷을 통해 고용한 나머지 조선족 용의자 3명도 추적에 나섰다. 경찰은 조선족 살인자들이 25일 오후 6시쯤 이뤄진 범행 직후인 오후 11시쯤에 중국 칭다오로 이미 출국한 사실을 확인하고, 인터폴 적색수배 후 국제 사법공조 수사를 추진하였다.
김다운은 체포된 지 나흘 만에 구속됐지만, 김씨가 범행 동기를 밝히지 않으면서, '사건의 전말'은 여전히 드러나지 않았다. 김씨는 피해자들을 살해하고 돈을 훔친 것은 중국으로 달아난 '공범'이라고 주장했다.
김다운(34세)은 2019년 2월 25일 조선족 3명을 고용해 경기 안양시 소재 이희진 부모 아파트에서 이희진의 아버지(62세)와 어머니(58세)를 살해하고, 5억원이 든 돈 가방을 강탈한 혐의를 받고 있다. 김다운은 이희진 부모의 시신을 각각 냉장고와 장롱에 유기한 뒤 이튿날 오전 이삿짐센터를 통해 이희진 아버지의 시신이 든 냉장고를 평택의 창고로 옮기고, 범행 현장을 빠져나간 것으로 조사됐다.
경기남부지방경찰청은 2019년 3월 25일 3시 신상공개심의위원회를 열어 김다운의 실명과 얼굴 등 신상을 공개했다.